# Bathynomus
A Bathynomus a felsőbbrendű rákok (Malacostraca) osztályának ászkarákok (Isopoda) rendjének Cirolanidae családjába tartozó nem. Ezt a nemet először Alphonz Milne-Edwards francia biológus azonosította a Bathynomus giganteus fajjal együtt.
A magyar nevükön óriásászkák ma 19 hivatalosan elismert fajt tartalmaz. 
Ezekből mindegyik vízi élőhelyű. Jellemzően mélyebb vizekben élnek, ahol kevés a fény, de sokuk még kifejezetten mélytengeri is. Ez egy 170-2300 m átlagos mélységet takar.

## Fajai[1]
- Bathynomus affinis Richardson, 1910
- Bathynomus brucei Lowry & Dempsey, 2006
- Bathynomus bruscai Lowry & Dempsey, 2006
- Bathynomus crosnieri Lowry & Dempsey, 2006
- Bathynomus decemspinosus Shih, 1972
- Bathynomus doederleini Ortmann, 1894
- Bathynomus doederleinii Ortmann, 1894
- Bathynomus giganteus Milne-Edwards, 1879
- Bathynomus immanis Bruce, 1986
- Bathynomus kapala Griffin, 1975
- Bathynomus keablei Lowry & Dempsey, 2006
- Bathynomus kensleyi Lowry & Dempsey, 2006
- Bathynomus lowryi Bruce & Bussarawit, 2004
- Bathynomus miyarei Lemos de Castro, 1978
- Bathynomus obtusus Magalhaes & Young, 2003
- Bathynomus pelor Bruce, 1986
- Bathynomus propinquus Richardson, 1910
- Bathynomus raksasa Sidabalok, Wong & Ng, 2020
- Bathynomus richeri Lowry & Dempsey, 2006

## Élőhelyei
(Ez a rész erős általánosítás)Előfordulnak Kelet-Ázsiában, Óceániában, az Indonéz-szigetvilágon, valamint Kelet-Amerikában. Kelet-Ázsiában Japán nyugati és keleti partjainál, a Ryukyu-szigeteken és a Nanpo-szigeteken. Kína délkeleti partszakaszán és Haikou szigetén, valamint Tajvan partjainál. A fülöp-szigetek teljes partszakaszán fellelhetők, valamint az Indonéz-szigetvilágon is Borneó nyugati partjain kívül mindenhol. Fellelhető Óceániában észak-Ausztrália partjain kívül szinte a teljes partszakaszon. Megtalálható még az Indiai-óceánban a Keleti-kilencvenes-hátságon, a Broken-platón, a Kerguélen-szigetek környező fenékhegységén, valamint a Délnyugat-Indiaióceáni-hátságon. Emellett megtalálható még ázsiában India keleti partjainál és az Indokínai-félsziget nyugati partjainál. kelet-Amerikában megtalálható Új-Skóciától a Baktérítő vonaláig beleértve a teljes Karib-szigetvilág partjait. A baktérítő vonalától lefelé élőhelyük elválik a parttól, de folytatódik a Falkland-hátságon. Élnek az Atlanti-óceánban az Északatlanti-hátságon és a Rio-Grande-háton.

## Kinézete
Ahogy a neve mondja, az ászkarákokhoz képest hatalmas egyedei vannak. Ez főleg a mélytengeri-gigantizmus eredménye. Az átlagos felnőttek hossza fajfüggően 8-50 cm hosszúak, melyeket sokszor két csoportra osztanak: óriások (8-15 cm) és szuperóriások (18-50 cm).
Testbeli felépítésük teljesen jellemző az ászkákra. Úszójuk különösen nagy, vázuk különösen kemény. Ollóik nincsenek. Szájuk jól alkalmazkodott nagy falatok levágására és lenyelésére. A feje egybeolvadt az első testi szelvényével. Váza páncélszerű. Gyomra nagyon fejlett, táplálékot szinte mindent bármilyen mennyiségben lebont. Szemei összetettek, látásuk limitált.

## Életmódja
Jellemzően dögevők, a fenékre hulló szerves törmeléket fogyasztják. Nagyon fontos takarítók. Más élőlényekkel szemben nem ellenségesek. Vedlés után párzanak.